# ديبورا لين سكوت
ديبورا لين سكوت (بالإنجليزية: Deborah Lynn Scott)‏ هي مصممة أزياء تقليدية أمريكية، ولدت في 1954.

## وصلات خارجية
- ديبورا لين سكوت على موقع IMDb (الإنجليزية)
- ديبورا لين سكوت على موقع قاعدة بيانات الفيلم (الإنجليزية)